# Shon Seung-mo
Shon Seung-mo (n. 1 iulie 1980, Miryang⁠(d), Coreea de Sud) este un jucător de badminton ce a reprezentat Coreea de Sud, medaliat olimpic. A participat la 2 ediții ale Jocurilor Olimpice (2000, 2004) în care a câștigat o medalie de argint.